# El hombre invisible (serie de televisión de 2000)
El hombre invisible es una serie de televisión estadounidense de ciencia ficción, protagonizada por Vincent Ventresca, Paul Ben-Victor, Eddie Jones, Shannon Kenny, Michael McCafferty, Brandy Ledford y Landry Allbright.
La serie duró dos temporadas: se transmitió desde el 9 de junio de 2000 hasta el 1 de febrero de 2002.
Esta serie que tuvo más éxito que otras series de televisión anteriores referentes a agentes secretos invisibles. Está inspirada en la novela homónima de H. G. Wells.

## Sinopsis
La trama gira alrededor de Darien Fawkes (Ventresca), un ladrón que enfrenta la cadena perpetua y que es reclutado por una organización estatal de espionaje. Se le implanta en la cabeza una glándula biosintética de mercurial, que le da el poder de la invisibilidad. La glándula puede secretar mercurial a través de los poros y folículos. La sustancia cubre rápidamente toda la piel, el cabello, el vello y la ropa, y lo hace invisible. Fawkes puede liberar conscientemente el mercurial, que luego se descascara y se desintegra. Sin embargo, la glándula de mercurial fue saboteada en su creación por el científico Arnaud DeFöhn para que excrete también una neurotoxina que se libera en el torrente sanguíneo y causa un dolor intenso, seguido por el comportamiento antisocial y la psicosis. Para mantenerse sano, Fawkes debe recibir dosis regulares de un antiagente, que es controlado por la organización estatal. ( La Agencia).

## Reparto
- Darien Fawkes: Vincent Ventresca
- Robert Albert Bobby Hobbes: Paul Ben-Victor
- Claire: Shannon Kenny
- Charles Charlie Borden: Eddie Jones
- Albert Eberts: Michael McCafferty
- Alex Monroe: Brandy Ledford
- Jessica Semplar: Landry Allbright

## Doblaje al español (en Hispanoamérica)
- Darien Fawkes: Ezequiel Serrano
- Robert Albert "Bobby" Hobbes: Luis Carreño
- Claire: Rocío Mallo
- Charles Charlie Borden
- Albert Eberts
- Alex Monroe
- Estudio de doblaje: The Kitchen Inc. Venezuela